# Bathtub Shitter
BATHTUB SHITTER（バスタブシッター）は、1996年にヴォーカルのHenmarer（ヘンマラ）を中心に大阪で結成された、グラインド・コア/ヘヴィメタル/パンク・ロック・バンド。
頻繁にメンバーチェンジを繰り返しながら、1997年には自主制作でセカンド・デモを発売する。その後バンドはアナログ・レコード作品のみを世界のアンダーグラウンド・シーンで発売していき（中にキプロス共和国のインディペンデント・レーベルからもシングルを発売している）、1997年後半頃から自主企画を関西圏を中心に精力的に行う。
2003年には、ドイツのスラッシュメタルバンドのホーリー・モーゼスのシンガーであるサビーナ・クラッセンに招待され、初の海外公演をドイツのFUCK THE COMMERCEで行う。その後は、ベルギーのIEPER HC FESTIVAL、チェコのOBSCENE EXTREMEに出演したり、ドイツのGIANTS OF GRIND FESTIVALではヘッドライナーを務めたりしている。更にアメリカのAUDITORY ASSAULT FESTIVALを含むアメリカ・ツアーを行っている。

## 現在のメンバー
- Masato Henmarer Morimoto（Vocals）
- Yuki Kuroki（Bass）
- Daisuke Tanabe（Guitars）
- Keisuke Sugiyama（Drums）

## ディスコグラフィー

### オリジナルアルバム
- 2000 WALL OF WORLD IS WORDS
- 2003 LIFETIME SHITLIST
- 2005 DANCE HALL GRIND

### その他のアルバム
- 2005 EARLY YEAH(S) （初期ディスコグラフィー）
- 2005 ANGELS SAVE US PLUS MARK A MUCK　（3rd EP、4th EPのカップリング）
- 2006 SHITTER AT SALZGITTER - Live in Germany 2004 - (ライブアルバム）

### ミニアルバム/マキシシングル/シングル
- 1999 FERTILIZER
- 2001 ONE FUN
- 2001 MARK A MUCK
- 2002 ANGELS SAVE US
- 2003 LIFETIME SHITLIST
- 2005 XMAS
- 2006 SKATE OF BULGARIA

### デモ・シングル
- 2000 97 + 3 SHIT POINTS

### その他
- 1998 split 7' with DUDMAN
- 2006 split 7' with MISERY INDEX
- 2007 split 7' with JAPANISCHE KAMPFHÖRSPIELE